# Angry Birds
Angry Birds (Ocells Enrabiats en català) és un videojoc d'estratègia i habilitat desenvolupat per l'empresa Rovio Entertainment. El joc ha estat adaptat a moltes plataformes amb pantalla tàctil com ve a ser iPhone, Android o Symbian. La companyia segueix desenvolupant versions per Playstation 3, Xbox 360 i altres plataformes, i és un dels més populars amb 12 milions de descàrregues. de l'App Store i 30 milions per android. S'està començant a comerciar joguines físiques dels ocells així com disfresses i una sèrie de dibuixos animats.

## Jugabilitat
Angry Birds consisteix a llançar una sèrie d'ocells, utilitzant un tirador, de diferents característiques per destruir les estructures on s'amaguen els porcs malvats que han raptat els ous de l'esbart d'ocells. Per completar el nivell s'han d'eliminar tots els porcs i per obtenir més puntuació s'ha d'intentar utilitzar el mínim nombre d'ocells. Segons la puntuació s'obté una, dues o tres estrelles.

### Ocells
El número i la classe d'ocells varien a cada nivell i són fixats per la màquina, és a dir, no es pot triar l'ordre ni quants ocells té disponibles el jugador.
| Color/nom                | Funció |
| ------------------------ | --- |
| Vermell                  | Ocell sense cap habilitat especial, només destrueixen amb el que xoquen.                                                                                       |
| Groc                     | Ocell que, després de llançar-lo, pot utilitzar un impuls extra, són molt efectius contra la fusta.                                                            |
| Blau                     | Ocell que, després de llançar-lo, es pot dividir en tres més, són molt efectius contra el vidre.                                                               |
| Negre                    | Ocell que, després de llançar-lo, pot explotar i destruir més objectes del normal, pot eliminar porcs a través de la pedra, és molt efectiu contra les pedres. |
| Blanc                    | Ocell que, després de llançar-lo, pot llençar un ou explosiu i obtenir un impuls per guanyar altura.                                                           |
| Vermell gran             | Ocell que té més capacitat de destrucció que l'ocell vermell normal, és molt útil contra la pedra, però també contra els altres materials.                     |
| Verd                     | Ocell amb efecte bumerang, pot atacar pel sentit contrari en què s'ha llençat.                                                                                 |
| Taronja                  | Ocell que s'infla molt i al final es desinfla, aquest ocell pot causar molta destrucció.                                                                       |
| Àguila                   | ocell llegendari, es llança una llauna de sardines i uns segons més tard, apareix l'àguila, destrossant tots els porcs.                                        |
| Drac                     | drac llegendari, es llança un peix sagrat, i en uns segons apareix i ho destrossa tot.                                                                         |
| Ocell de Gel             | Congela el que toca, pot explotar congelant gran part d'una construcció                                                                                        |
| Ocell vermell de l'espai | Mateixes habilitats que el vermell |
| Ocell taronja de l'espai | Semblants habilitats que el taronja, més potent. |
| Ocell lila               | Mateixes habilitats que l'ocell groc, però pot anar a tota velocitat contra un objectiu.                                                                       |
| Ocell bomba de l'espai   | Mateixes habilitats que l'ocell negre, però més potent. |
| Ocell blau de l'espai    | Mateixes habilitats que l'ocell blau, però més potent. |
| Àguila de l'espai        | Mateixes habilitats que l'àguila, però més potent i amb un forat negre.                                                                                        |

### Materials
| Nom   | Descripció                                                                                                   |
| ----- | --- |
| Vidre | És el material més dèbil i senzill                                                                           |
| Fusta | Material que frena més els ocells que el vidre exceptuant l'ocell groc.                                      |
| Pedra | És el material més fort, els únics ocells que l'afecten molt són els blancs, els negres i el vermells grans. |

Materials especials
| Nom   | Descripció |
| ----- | --- |
| Neu   | Bloc que apareix a la versió per a App Store Angry Birds Season al tema de Nadal que frena a tots els ocells menys el blau i el vermell gran |
| Núvol | Bloc que apareix a la versió per a App Store Angry Birds Season que és penetrable per qualsevol tipus d'ocell.                               |

### Porcs
Són els personatges que roben els preuats ous i hem d'eliminar per completar el nivell.
- Porc Normal: El primer que apareix i el més dèbil.
- Porc amb casc: Porc que porta casc militar que el fa fer més fort que el normal.
- Porc amb bigoti: Porc més fort que els dos anteriors que, se suposa, que és un dels caps.
- Porc Rei: Porc que porta corona. Apareix en el nivell final, és el més fort.

### Nivells
Hi ha sis episodis:
1. Poached Eggs: Amb 3 mons de 21 nivells cada món.
2. Mighty Hoax: Amb 3 mons de 21 nivells.
3. Danger Above: Amb 3 mons de 15 nivells.
4. The big Setup: Amb 3 mons de 15 nivells.
5. Ham'em High: Amb 3 mons de 15 nivells i un altre que es desbloqueja ficant m'agrada al Facebook de 3 nivells.
6. Mine and Dine: Amb 3 mons de 15 nivells.
7. Birdday Party: Amb 1 món de 15 nivells
8. Surf and Turf: 3 mons de 15 nivells ven tropicals ;) També hi ha la categoria de "Golden Eggs" on es desbloquegen nivells especials per cada ou daurat que es troben durant el joc.

N'hi ha 24.